# Chalkiope (Tochter des Aietes)
Chalkiope oder Chalciope (altgriechisch Χαλκιόπη Chalkiópē) war eine Prinzessin der griechischen Mythologie. Sie war die Tochter des Königs Aietes von Kolchis, Schwester der Medea und Frau des Phrixos.
König Aietes nahm den aus Böotien geflohenen Phrixos auf und gab ihm seine Tochter Chalkiope zur Frau. Gemeinsam bekamen sie die Söhne Argos, Melas, Phrontis und Kytisoros. Laut Pausanias hatten sie noch einen fünften Sohn, Presbon. Erwähnt wird auch eine Tochter namens Helle.